# الیبیدوزو، بازویوک
الیبیدوزو، بازویوک (به لاتین: Alibeydüzü, Bozüyük) یک منطقهٔ مسکونی در ترکیه است که در استان بیله‌جک واقع شده‌است.

## خصوصیات
الیبیدوزو ۲۸ نفر جمعیت دارد.